# 大孔袋鼠介
大孔袋鼠介（学名：Kangarina cava）为尾花介科袋鼠介屬下的一个种。